# Sigillum Emeth
Il Sigillum Emeth (Æmeth), conosciuto anche come Sigillum Dei Emeth  era un oggetto che si credeva avesse proprietà magiche. Era una versione rivista e corretta del diagramma medievale chiamato Sigillum Dei, e fu realizzato dall'alchimista John Dee, che aggiunse alla sua denominazione la parola "Æmeth" ovvero "Verità", uno dei 72 nomi di Dio nella tradizione cabalistica.
Viene spesso confuso con la Mano della Gloria, che però non ha nulla a che vedere con il Sigillum Emeth.
L'oggetto sarebbe andato perduto subito dopo la morte dell'alchimista, avvenuta il 26 marzo 1608. L'omonimo sigillo esoterico esiste tuttora in una riproduzione.
Un oggetto col medesimo nome (ma forse proprio lo stesso) appartenne a Edward Kelley ed è oggi conservato nel British Museum. Kelley sosteneva di averlo ricevuto dalle mani dell'angelo Uriel in persona e che, grazie ad esso, riuscisse a comunicare con l'oltretomba.

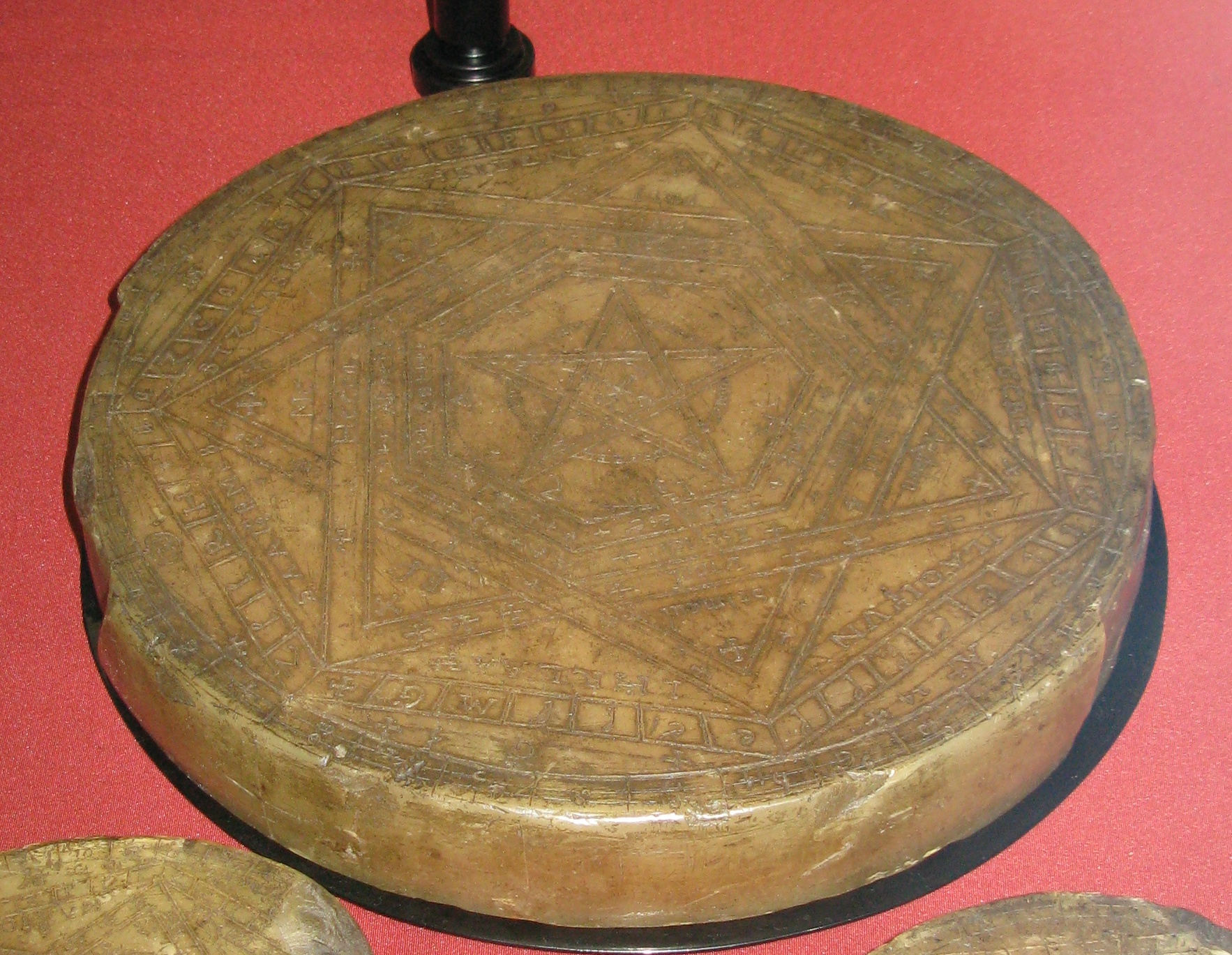
il Sigillum Aemeth di John Dee (British Museum)

Uriel, oltre ad essere conosciuto come un angelo del Signore, a seguito della scomunica dell'arcivescovo Adalberto di Magdeburgo che lo citava nelle sue preghiere insieme ad altri nomi sospetti di angeli, fu oggetto di un'attenta inquisizione che riconobbe oltre all'esistenza dell'angelo quella di un omonimo demonio.